# Bad Salzungen
Bad Salzungen (do 1923 Salzungen) – uzdrowiskowe miasto powiatowe w Niemczech, w kraju związkowym Turyngia, siedziba powiatu Wartburg. Miasto jest znane z kąpielisk solankowych.
Miasto pełni funkcję "gminy realizującej" (niem. "erfüllende Gemeinde") dla gminy wiejskiej Leimbach. 6 lipca 2018 do miasta przyłączono gminy Ettenhausen a.d. Suhl, Frauensee oraz Tiefenort, które stały się automatycznie jego dzielnicami. 1 grudnia 2020 do miasta przyłączono gminę Moorgrund.
W mieście jest stacja kolejowa Bad Salzungen.
W mieście rozwinął się przemysł metalowy.

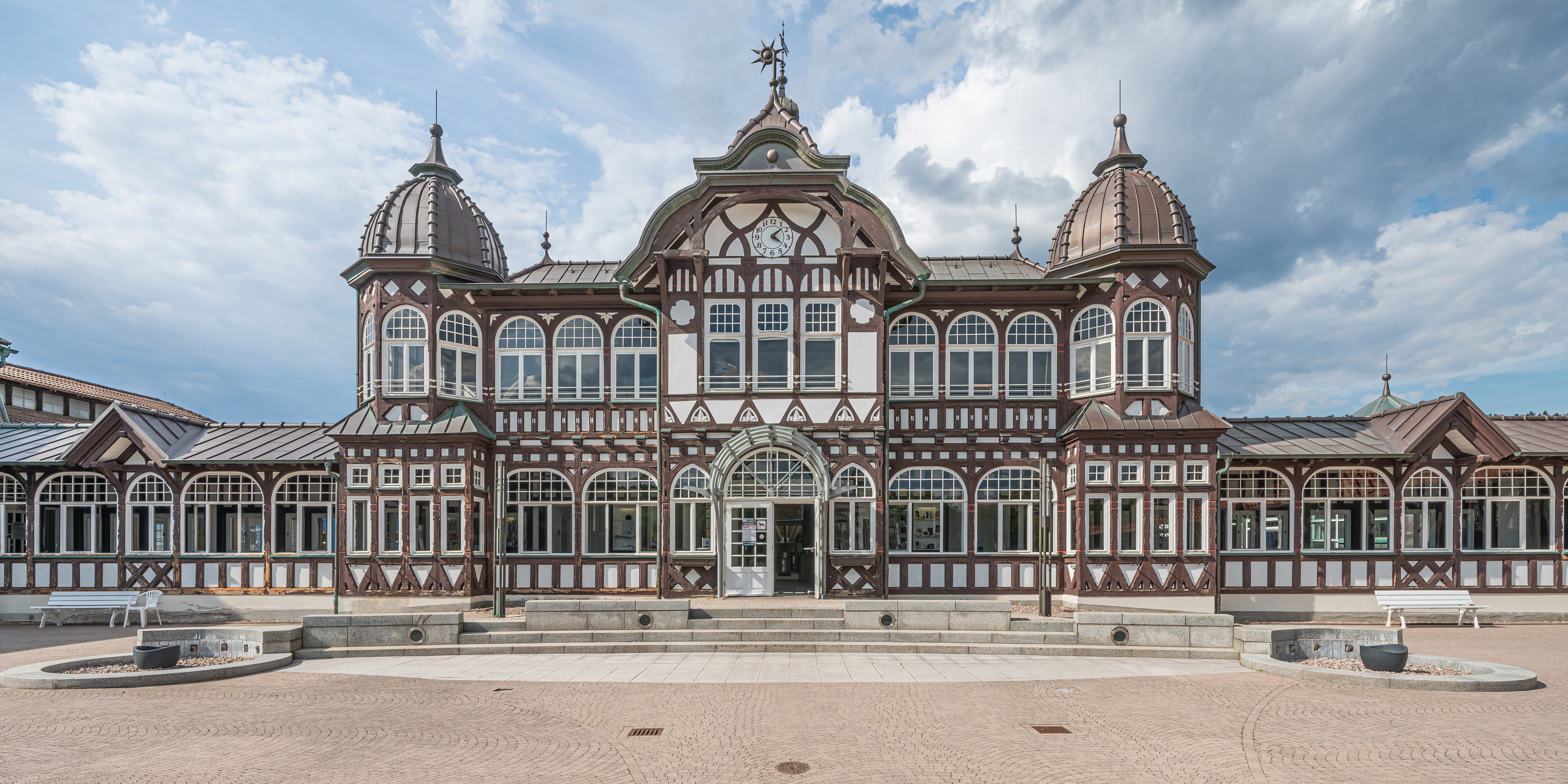
Sanatorium

## Współpraca
Miejscowości partnerskie:
- Bad Hersfeld, Hesja
- Ishøj, Dania
- Mezőkövesd, Węgry
- Strakonice, Czechy